# Juan Ignacio Chela
 Juan Ignacio Chela  (1979. augusztus 30. Buenos Aires, Argentína) profi argentin teniszező. 2004 augusztusában érte el pályafutása eddigi legmagasabb világranglista-helyezését, a 15. helyet. Főleg a kemény vagy a salakos pályákat kedveli. Az argentin Davis-kupa csapat tagjaként a mérlege 6 győzelem, 4 vereség: legfontosabb győzelme 2004-ben elődöntőbe segítette Argentínát. Több afférba is keveredett karrierje során: 2001-ben az ATP három hónapra eltiltotta és 8000 dollárra bírságolta metiltesztoszteron használata miatt, 2005-ben pedig az Australian Openen Lleyton Hewittot le akarta köpni 3. körös veresége után.
2012 decemberében bejelentették visszavonulását a teniszezéstől.

## ATP-döntői (6)

### Egyéni (4)

#### Megnyert döntők
| Összesítés                                            | Összesítés |
| ----------------------------------------------------- | ---------- |
| Grand Slam-torna                                      | (0)        |
| ATP World Tour Masters 1000 / ATP Masters Series      | (0)        |
| ATP World Tour 500 Series / International Series Gold | (1)        |
| ATP World Tour 250 Series / International Series      | (3)        |
| ATP World Tour Finals / Tennis Masters Cup            | (0)        |

| No. | Dátum             | Torna                 | Borítás | Ellenfél a döntőben | Döntő eredménye |
| --- | ----------------- | --------------------- | ------- | ------------------- | --------------- |
| 1.  | 2000. február 21. | Mexikóváros, Mexikó   | Salak   | Mariano Puerta      | 6-4 7-6(4)      |
| 2.  | 2002. július 15.  | Amersfoort, Hollandia | Salak   | Albert Costa        | 6-1 7-6(4)      |
| 3.  | 2004. április 12. | Estoril, Portugália   | Salak   | Marat Szafin        | 6-7(2) 6-3 6-3  |
| 4.  | 2007. február 26. | Acapulco, Mexikó      | Salak   | Carlos Moyà         | 6-3 7-6(2)      |

#### Elveszített döntők (5)
- 2001: São Paulo, ellenfél: Agustín Calleri
- 2002: Sydney, ellenfél: Roger Federer
- 2002: Long Island, ellenfél: Pharadon Szricsaphan
- 2006: Acapulco, ellenfél: Luis Horna
- 2006: Kitzbuhel, ellenfél: Agustín Calleri

### Páros döntők (4)

#### Megnyert döntők (2)
- 2004: Estoril
- 2004: Viña del Mar

#### Elveszített döntők (2)
- 2004: ATP tour Acapulco
- 2005: ATP tour Estoril